# Ministro Andreazza
Ministro Andreazza é um município brasileiro do estado de Rondônia.

## Geografia
Localiza-se a uma latitude 11º11'49,5" sul e a uma longitude 61º31'01.9" oeste, estando a uma altitude de 283 metros. Sua população estimada em 2010 era de 10.354 habitantes.
Possui uma área de 875,31 km².

## História
O nome da cidade homenageia o coronel Mario Andreazza, ministro dos Transportes nas gestões dos presidentes Costa e Silva e Médici, e do Interior no governo de João Figueiredo, quando aliás se deu a transformação de Rondônia, então Território Federal, em Estado.
O Município de Ministro Andreazza  tem sua história vinculada à expansão da fronteira agrícola Nacional, decorrente da convergência de fluxo imigratório para o Estado de Rondônia.
É um Município  que se  encontra a 35 km  distante da Rodovia BR 364.
A  Lei de  Nº 372  de 13 de fevereiro de 1992, cria o  Município de Ministro Andreazza, desmembrando do Município de Cacoal. Sendo que esta ficou como feriado municipal através do projeto de Lei Nº 005/93.
Deu-se o início o desbravamento em 1975, os migrantes vindos de vários Estados  Brasileiros para colonizar as terras férteis de nossa região, ainda pertencendo ao município de Cacoal à 37 km  da BR 364 surgiu-se a ideia de  iniciar um povoado dando-se o 1º nome de Vila Formasa e logo passa a ser denominada  Nuar de Nova Brasília, assim construindo uma escola estadual de 1º grau, uma de trânsito, o Escritório de EMATER e 5 casas construídas, educação e saúde, agricultura, administração e também um prédio que funcionava com  posto de saúde. Todas essas obras foram construídas com recursos do POLONOROESTE na gestão do ex governador   Jorge Teixeira de Oliveira.
Com o seu grande desenvolvimento passou a ser distrito de Cacoal na gestão do ex prefeito Josino de Brito. Ainda como  distrito de Ministro Andreaza,  com a condição de chefe do poder executivo municipal, o empresário Mauro de  Carvalho, pioneiro de 1973, bem sucedido comerciante local.
Tendo na sede do município estabelecimentos comercias e indústrias em fase de grande desenvolvimento. De natureza essencial agrícola, destacando-se como grande produtor de café, feijão, arroz, algodão, cacau e outras culturas tropicais. Contendo também grande rebanho bovino como destaque.